# Яцково (Куявско-Поморское воеводство)
Яцково — деревня в гмине Черниково Торуньского повета Куявско-Поморского воеводства в центральной части севера Польши.